# Cyrtodactylus agusanensis
Cyrtodactylus agusanensis es una especie de geco de la familia Gekkonidae.

## Distribución geográfica
Es endémica de Mindanao (Filipinas).